# Villeneuve, Puy-de-Dôme

Villeneuve este o comună în departamentul Puy-de-Dôme, Franța. În 1 ianuarie 2022 avea o populație de 139 de locuitori.